# You Need Wheels
You Need Wheels è il primo singolo del gruppo musicale inglese Merton Parkas, pubblicato nell'agosto del 1979 dall'etichetta discografica Beggars Banquet Records.
La canzone riscosse un discreto successo tra il pubblico, grazie anche all'apparizione al programma televisivo Top of the Pops, e raggiunse il 40º posto nella Official Singles Chart nella classifica dei singoli, nella quale rimase per 6 settimane.
Come Lato B venne scelta I Don't Want to Know You.

## Tracce
Lato A:
1. You Need Wheels

Lato B:
1. I Don't Want to Know You

## Musicisti
- Danny Talbot - Cantante e Chitarrista
- Mick Talbot - tastierista
- Neil Wurrel - Bassista
- Simon Smith - Batterista